# Solde (armée)
Pour les articles homonymes, voir solde.

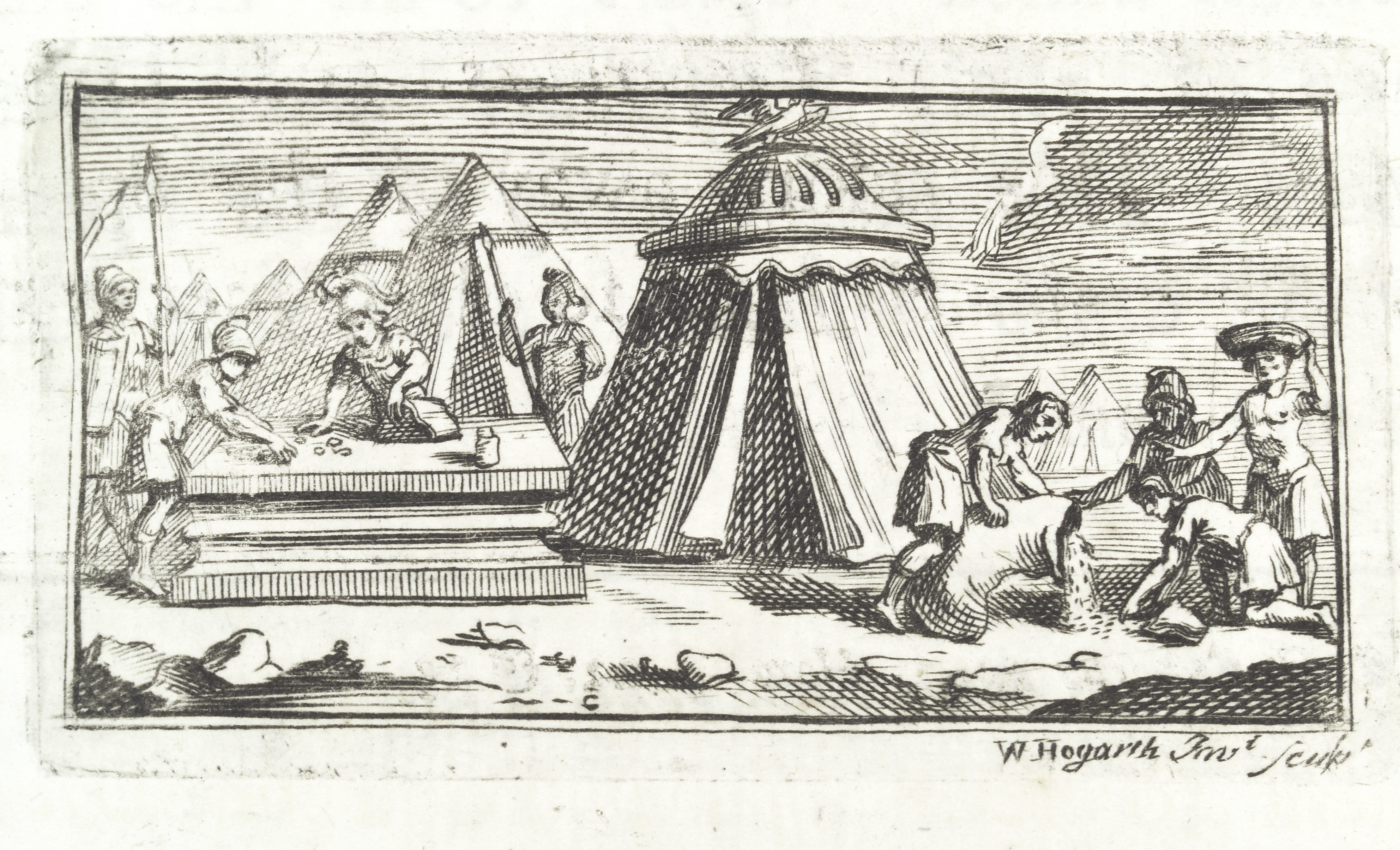
Fantassins recevant la solde du gouvernement de Rome, alors que les cavaliers sont tenus de trouver seuls leurs revenus.

La solde désigne en français la rémunération habituelle d'un militaire ou soldat (celui qui reçoit une solde). Le mot vient du latin solidus (ou solidus aureus), qui veut dire « solide » ou « massif ». C'est le nom donné dans l'Antiquité tardive à la monnaie en or créée par l'empereur romain Constantin Ier, en remplacement de l’aureus fortement déprécié. Le solidus fonde un système monétaire qui connaît une stabilité exceptionnelle jusqu'au XIe siècle dans l'Empire d'Orient. 
Le sol et le sou viennent d'une déformation phonétique du mot solidus. D'où aussi l'expression « Un sou, c'est un sou », autrement dit du solide !
La solde des Romains a été réglée en sel, qu'ils consommaient en partie, mais surtout qu'ils utilisaient comme monnaie d'échange : ce salarium est à l'origine de notre mot « salaire ». 